# 鳥居忠挙
鳥居 忠挙（とりい ただひろ）は、江戸時代後期から末期の大名。下野壬生藩の第6代藩主。壬生藩鳥居家10代。

## 生涯
文化12年（1815年）2月14日（異説として8月2日）、第4代藩主・鳥居忠燾の四男として江戸番町で生まれる。文政9年（1826年）12月27日、第5代藩主で兄の忠威が早世した際、その末期養子として跡を継いた。文政10年1月28日、将軍徳川家斉に拝謁する。文政12年（1829年）12月16日に叙任する。天保8年（1837年）8月15日に奏者番となり、嘉永4年（1851年）7月25日に若年寄となるが、安政4年（1857年）7月25日に病に倒れ、8月10日に世を去った。享年43。
家督は三男の忠宝が継いだ。

## 系譜
父母
- 鳥居忠燾（実父）
- 鳥居忠威（養父）

正室
- 聡子 ー 松平康任の三女

子女
- 鳥居忠粛（長男）
- 鳥居忠宝（三男）生母は聡子（正室）
- 鳥居忠文（四男）
- 冬青 ー 岡部長発正室